# Håndboldligaen 2014/15
Die Håndboldligaen 2014/15 war die 79. Spielzeit der Håndboldligaen, der höchsten Liga im dänischen Herrenhandball. Dänischer Meister wurde der  KIF Kolding-Kopenhagen, der sich im Finale gegen Skjern Håndbold durchsetzen konnte.

## Reguläre Saison
| Pl. | Verein                       | Sp. | S  | U | N  | Tore      | Diff. | Punkte  |
| --- | ---------------------------- | --- | -- | - | -- | --------- | ----- | ------- |
| 1.  | KIF Kolding-Kopenhagen (M)   | 26  | 22 | 1 | 3  | 0741:6130 | +128  | 045:70  |
| 2.  | Aalborg Håndbold             | 26  | 17 | 4 | 5  | 0657:6020 | +55   | 038:140 |
| 3.  | Bjerringbro-Silkeborg        | 26  | 17 | 1 | 8  | 0674:6340 | +40   | 035:170 |
| 4.  | Team Tvis Holstebro          | 26  | 16 | 2 | 8  | 0743:6680 | +75   | 034:180 |
| 5.  | Skjern Håndbold              | 26  | 14 | 4 | 8  | 0747:6910 | +56   | 032:200 |
| 6.  | HC Midtjylland (N)           | 26  | 11 | 6 | 9  | 0670:6610 | +9    | 028:240 |
| 7.  | GOG Håndbold                 | 26  | 11 | 5 | 10 | 0706:6720 | +34   | 027:250 |
| 8.  | Århus Håndbold               | 26  | 12 | 3 | 11 | 0691:6900 | +1    | 027:250 |
| 9.  | Ribe-Esbjerg HH              | 26  | 11 | 3 | 12 | 0630:6260 | +4    | 025:270 |
| 10. | Mors-Thy Håndbold            | 26  | 12 | 0 | 14 | 0631:6380 | −7    | 024:280 |
| 11. | Sønderjysk Elitesport        | 26  | 11 | 2 | 13 | 0664:6960 | −32   | 024:280 |
| 12. | Skanderborg Håndbold         | 26  | 5  | 1 | 20 | 0665:7760 | −111  | 011:410 |
| 13. | Lemvig-Thyborøn Håndbold (N) | 26  | 5  | 0 | 21 | 0647:7330 | −86   | 010:420 |
| 14. | Odder Håndbold (N)           | 26  | 1  | 2 | 23 | 0635:8010 | −166  | 04:480  |

| Legende |                                      |
|         | Teilnahme an der Meisterschaftsrunde |
|         | Teilnahme an der Abstiegsrunde       |
|         | Direkter Abstieg                     |
| (M)     | Vorjahresmeister                     |
| (N)     | Aufsteiger aus der 1. Division       |

## Meisterschaftsrunde
Die Mannschaften auf den ersten acht Plätzen wurden in zwei Gruppen eingeteilt. Die Mannschaften auf Platz eins bis vier bekamen hierbei Zusatzpunkte zugesprochen (zwei Punkte für Platz eins und zwei, je einen für Platz drei und vier), die sie in die Runde mitnehmen dürfen. Die Erst- und Zweitplatzierten dieser beiden Gruppen spielten im Halbfinale über Kreuz gegeneinander.

### Gruppe A
|    | Verein                 | Sp | G | U | V | Tore    | Diff. | Punkte |
| -- | ---------------------- | -- | - | - | - | ------- | ----- | ------ |
| 1. | KIF Kolding-Kopenhagen | 6  | 4 | 0 | 2 | 167:150 | +017  | 10:04  |
| 2. | Skjern Håndbold        | 6  | 4 | 0 | 2 | 160:160 | ±0    | 08:04  |
| 3. | Team Tvis Holstebro    | 6  | 2 | 0 | 4 | 169:174 | −05   | 05:08  |
| 4. | Århus Håndbold         | 6  | 2 | 0 | 4 | 161:173 | −12   | 04:10  |

### Gruppe B
|    | Verein                | Sp | G | U | V | Tore    | Diff. | Punkte |
| -- | --------------------- | -- | - | - | - | ------- | ----- | ------ |
| 1. | Bjerringbro-Silkeborg | 6  | 6 | 0 | 0 | 157:132 | +025  | 13:0   |
| 2. | Aalborg Håndbold      | 6  | 4 | 0 | 2 | 168:155 | +013  | 010:04 |
| 3. | GOG Håndbold          | 6  | 1 | 1 | 4 | 155:169 | −014  | 03:09  |
| 4. | HC Midtjylland        | 6  | 0 | 1 | 5 | 149:173 | −24   | 01:11  |

| Legende |                         |
|         | Teilnahme am Halbfinale |

### Halbfinale
|                  | Gesamt |                        | Hinspiel | Rückspiel |
| ---------------- | ------ | ---------------------- | -------- | --------- |
| Skjern Håndbold  | 52:46  | Bjerringbro-Silkeborg  | 31:25    | 21:21     |
| Aalborg Håndbold | 49:52  | KIF Kolding-Kopenhagen | 21:27    | 28:25     |

### Spiele um den dritten Platz
|                       | Gesamt |                  | Hinspiel | Rückspiel |
| --------------------- | ------ | ---------------- | -------- | --------- |
| Bjerringbro-Silkeborg | 52:43  | Aalborg Håndbold | 28:25    | 24:18     |

### Endspiele
|                 | Gesamt |                        | Hinspiel | Rückspiel |
| --------------- | ------ | ---------------------- | -------- | --------- |
| Skjern Håndbold | 45:50  | KIF Kolding-Kopenhagen | 24:30    | 21:20     |

## Abstiegsrunde
Anders als in den vorherigen Spielzeiten nahmen nur noch der Zwölft- und Dreizehntplatzierte der Håndboldligaen an den Qualifikationsspielen teil und trafen dort in Hin- und Rückspielen auf den Zweit- bzw. Drittplatzierten der 1. Division 2014/15 (Skive fH und Randers HK).
|            | Gesamt |                          | Hinspiel | Rückspiel |
| ---------- | ------ | ------------------------ | -------- | --------- |
| Skive fH   | 53:46  | Lemvig-Thyborøn Håndbold | 30:23    | 33:33     |
| Randers HK | 55:57  | Skanderborg Håndbold     | 26:28    | 29:29     |

## Torschützenliste
| Pl. | Nat.     | Spieler              | Verein                   | Tore |
| --- | -------- | -------------------- | ------------------------ | ---- |
| 01. | Danemark | Nikolaj Øris Nielsen | Bjerringbro-Silkeborg    | 205  |
| 02. | Danemark | Søren Nørgaard       | Lemvig-Thyborøn Håndbold | 178  |
| 03. | Danemark | Michael Damgaard     | Team Tvis Holstebro      | 177  |
| 04. | Danemark | Kristian Klitgaard   | Odder Håndbold           | 163  |
| 05. | Danemark | Mads Christiansen    | Bjerringbro-Silkeborg    | 157  |